# 微交少女
《微交少女》 是2013年由香港導演翁子光執導的電影，蔚雨芯、李靜儀與許雅婷主演。電影主題歌曲〈雲端〉由星夢娛樂歌手謝文欣演唱。並且於2014年7月9日於音樂平台KKBOX推出。

## 情節概要
電影以智能電話之間的「微交網絡」作為主題，刻畫三個不同生活背景和階層的援交少女命運的交錯，三人通過手機微交網絡認識，從素未謀面到捲入牽涉黑社會及毒品的亡命尋人事件，在她們糜爛迷失的生活故事底下，友情、愛情、倫理、道德之間備受各種的考驗……
眾人更遇上當年(同一電影宇宙31年後)的《靚妹仔》主角Irene(溫碧霞 飾)及「長樂街」Peter仔(麥德和 飾)，新一代叛逆青春在新時代再一次併發驚心火花……

## 演員
- 李靜儀 飾 唯唯
- 溫碧霞 飾 Irene
- 麥德和 飾 Peter
- 蔚雨芯 飾 趙惠瑩 (逸姬)
- 許雅婷 飾 李穎欣 (阿欣)
- 余雨 飾 小蘭
- 何浩文 飾 阿卡
- 王亦藍 飾 官仔琛
- 王顯聰 飾 阿蠍
- 陳麗雲 飾 趙惠瑩婆婆
- 區焯文 飾 余海 (海狗)
- 賈曉晨 飾 社工
- 曾翠珊 飾 老師
- 麥玲玲 飾 花師奶
- 潘源良 飾 Irene丈夫
- 潘宏彬 飾 Irene前男友
- 許素瑩 飾 唯唯媽媽
- 車保羅 飾 保安
- 孫佳君 飾 Sharon
- 楊焉 飾 Bonnie
- 楊羚 飾 Ruby

## 題材相同電影
- 囡囡
- 澀谷24小時
- #PTGF出租女友

## 外部連結
- 《微交少女 （页面存档备份，存于）》在香港雅虎的電影頁面（繁體中文）
- 開眼電影網上《微交少女》的資料（繁體中文）
- 香港影庫上《微交少女》的資料（繁體中文）
- 时光网上《微交少女》的資料（简体中文）
- 豆瓣电影上《微交少女》的資料 （简体中文）
- AllMovie上《微交少女》的资料（英文）
- 互联网电影数据库（IMDb）上《微交少女》的资料（英文）